# Kej oslobođenja
Le Kej oslobođenja ou Quai de la Libération (en serbe cyrillique : Кеј ослобођења) est situé à Belgrade, la capitale de la Serbie, dans la municipalité de Zemun.

## Parcours
Le Kej oslobođenja naît au niveau de la rue Karađorđeva. Il s'oriente vers le nord en longeant le Danube. Il croise sur sa droite les rues Stevana Markovića, Dr Petra Markovića, Marka Nikolića, Mornarska, le Masarikov trg, puis les rues Gospodska, Zmaj Jovina, Karamatina et Njegoševa, avant de se terminer en impasse.

## Éducation
L'école élémentaire Lazar Savatić est située au n° 27 ; elle a été créée en 1962.

## Culture
La galerie Stara kapetanija se trouve au n° 8.

## Loisirs
Plusieurs restaurants sont situés sur le quai, ainsi que deux marinas, les marinas Nautec et Dunav.

## Transports
Plusieurs lignes de bus de la société GSP Beograd ont leur terminus au niveau du quai, soit les lignes 82 (Zemun Kej oslobođenja – Bežanijsko groblje – Blok 44), 610 (Zemun Kej oslobođenja – Jakovo), 611 (Zemun Kej oslobođenja – Dobanovci), 705 (Zemun Kej oslobođenja – 13. maj) et 706E (Zemun Kej oslobođenja – Base aérienne de Batajnica).